# International Paper

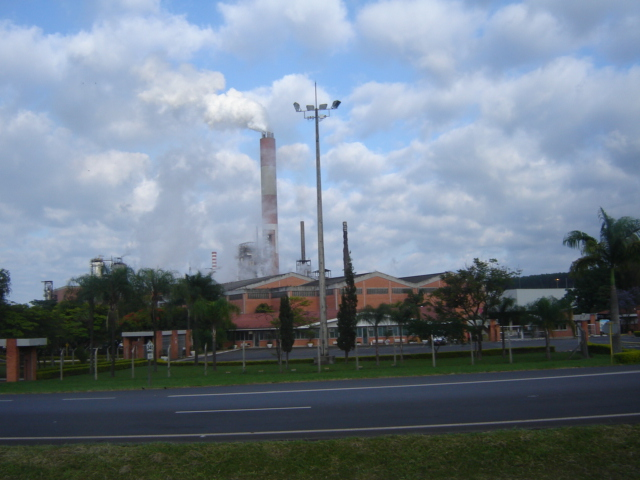
Een fabriek van International Paper in Brazilië

International Paper is een beursgenoteerd bedrijf dat kartonnenverpakkingen verkoopt en produceert. Het is een van origine Amerikaans bedrijf dat genoteerd is aan de NYSE en gevestigd is in Memphis.

## Activiteiten
International Paper is groot in kartonnen verpakkingsmaterialen. Ongeveer een kwart van de omzet wordt buiten Noord-Amerika gerealiseerd. Er werken ongeveer 39.000 mensen bij het bedrijf, waarvan 33.000 in de Verenigde Staten.

## Geschiedenis
International Paper (IP) werd gevormd in 1898 door een fusie van 17 Amerikaanse papierfabrieken. In de begindagen was vooral de productie van krantenpapier belangrijk. Met name de periode na de Tweede Wereldoorlog was een sterke groeiperiode voor het bedrijf. De expansie in het buitenland kwam op gang in de periode na 1960, maar de sterkste groei vond plaats in de periode van 1985 tot 1996.
In 2016 kocht IP vijf pulpfabrieken in Noord-Amerika en Polen van Weyerhaeuser. Deze laatste wilde van de activiteiten af na de overname van Plum Creek Timber om zich volledig te richten op bosbouw en houtproducten. IP versterkte hiermee zijn positie met papierproducten voor consumenten. De overnamesom bedroeg 2,2 miljard dollar.
In december 2020 maakte IP bekend de papieractiviteiten te willen afstoten. Dit onderdeel was goed voor 15% van de totale omzet in 2020 en er werkten 7000 mensen. In augustus 2021 werd de transactie afgerond. De aandeelhouders van IP kregen naar rato van hun bezit aandelen Sylvamo, de nieuwe naam voor het afgesplitste bedrijfsonderdeel. Sylvamo kreeg een eigen beursnotering. Na de afsplitsing was IP een puur verpakkingsmiddelenbedrijf op basis van karton.
In september 2023 verkocht IP het 50%-belang in de Russische joint venture Ilim Group. IP verkocht het hele aandelenpakket voor 0,5 miljard dollar. De joint venture werd in 2007 gevormd. In Rusland had de joint venture zeer groot marktaandeel in de markt voor pulp, produceerde een kwart van papier en had 16% van de markt voor verpakkingsmaterialen in handen.
In april 2024 deed het bedrijf een bod op alle aandelen DS Smith. DS Smith heeft vergelijkbare activiteiten en is actief in 34 landen en telt 34.000 medewerkers. Het bod van IP luidt uitsluitend in aandelen. Gaat de overname door dan hebben de IP aandeelhouders een belang van 66,3% in de combinatie en de voormalige DS Smith aandeelhouders 33,7%. In januari 2025 stemde de Europese Commissie in met de overname, maar onder voorwaarden. Er moeten in Europa vijf fabrieken worden afgestoten, waarvan drie in Frankrijk, een in Spanje en een in Portugal.